# Juniperus excelsa
Juniperus excelsa là một loài thực vật hạt trần trong họ Cupressaceae. Loài này được M.Bieb. mô tả khoa học đầu tiên năm 1800.